# 香港航空機隊
香港航空機隊由全空中巴士機隊組成，包括空中巴士A320-214、空中巴士A330-223、空中巴士A321-200、空中巴士A330-243、空中巴士A330-343X及空中巴士A330-243F貨機。
2010年6月，香港航空接收首架首架空中巴士A330-200（註冊號為B-LND）。
2012年1月21日，香港航空接收首架全商務艙A330-200客機（註冊號為B-LNJ），執飛香港至英國航線，但於同年年底至2013年底間租借予海南航空。此機原由海航再出租予天津航空，註冊號亦已先改為B-30EM，但津航決定放棄此機並退回港航，註冊號又改為2-BJNL，2022年5月返回香港後封存至今。
2012年12月，香港航空接收首架首架空中巴士A330-300（註冊號為B-LNM）。此機已於2024年3月售予一間飛機租賃公司，改稱註冊號為T7-MMM，再租予嘉魯達航空。有趣的是，此機沒有重新塗上任何其他顏色，只是單純將港航標誌換成嘉魯達航空的標誌。
2016年9月，香港航空增訂9架空中巴士A330-300。
2017年9月1日，香港航空接收首架A350-900客機（註冊號為B-LGA），部分訂單（兩架, 註冊號為B-LGF和B-LGG) 甚至因公司規模縮減而被放棄。A359機隊已於2023年9月悉數退役。
2023年，香港航空接收5架空中巴士A330-343X，4部租賃自母公司海南航空 （註冊號為B-LHG至B-LHL；除B-LHL外均為重用的註冊號）。
2024年，香港航空接收原台灣虎航2架空中巴士A320-200（註冊號為B-LPS/B-LPT），以及接收原越南航空1架空中巴士A321-200CEO（註冊號為B-LPR）。

## 現役機隊

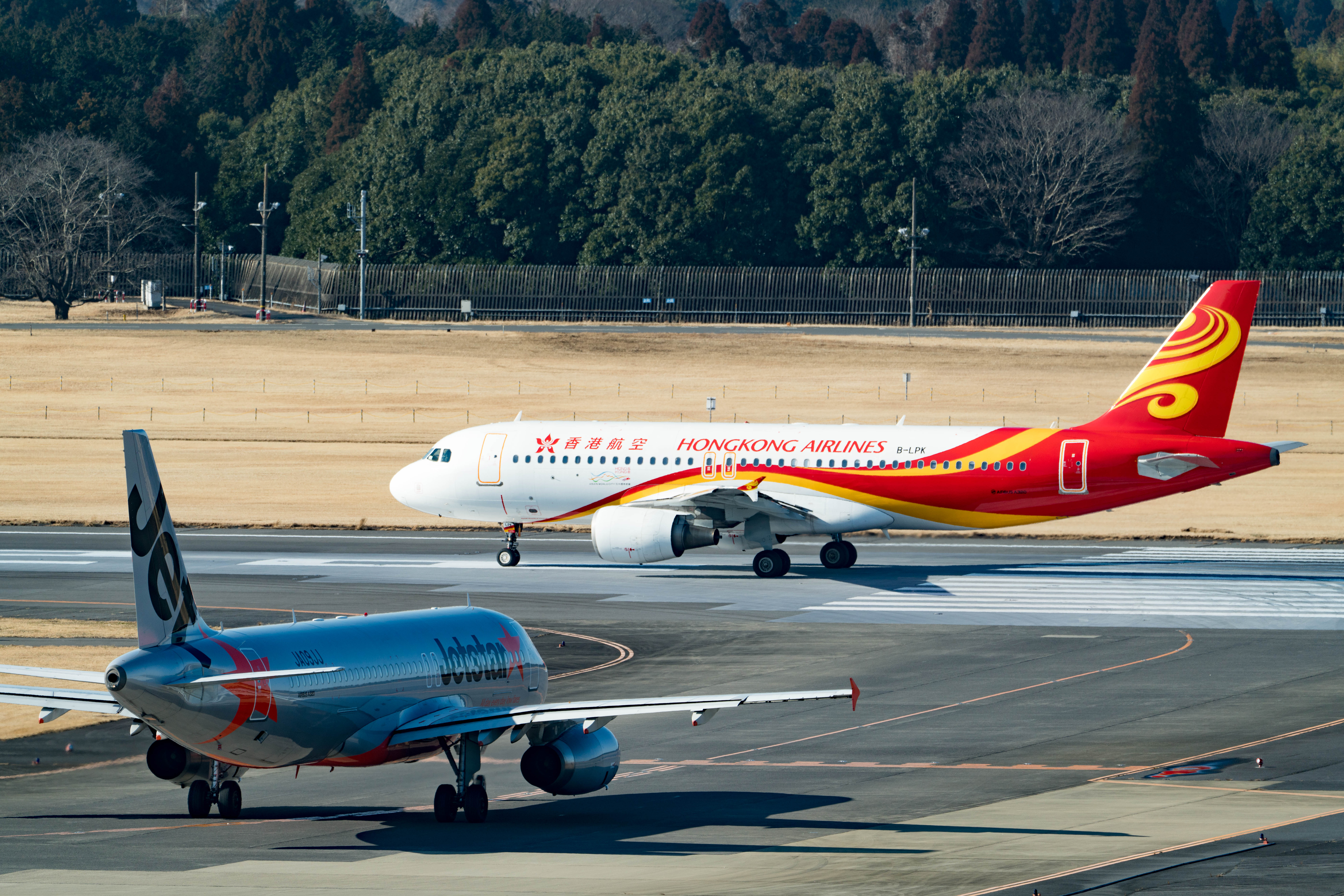
空中巴士A320-214
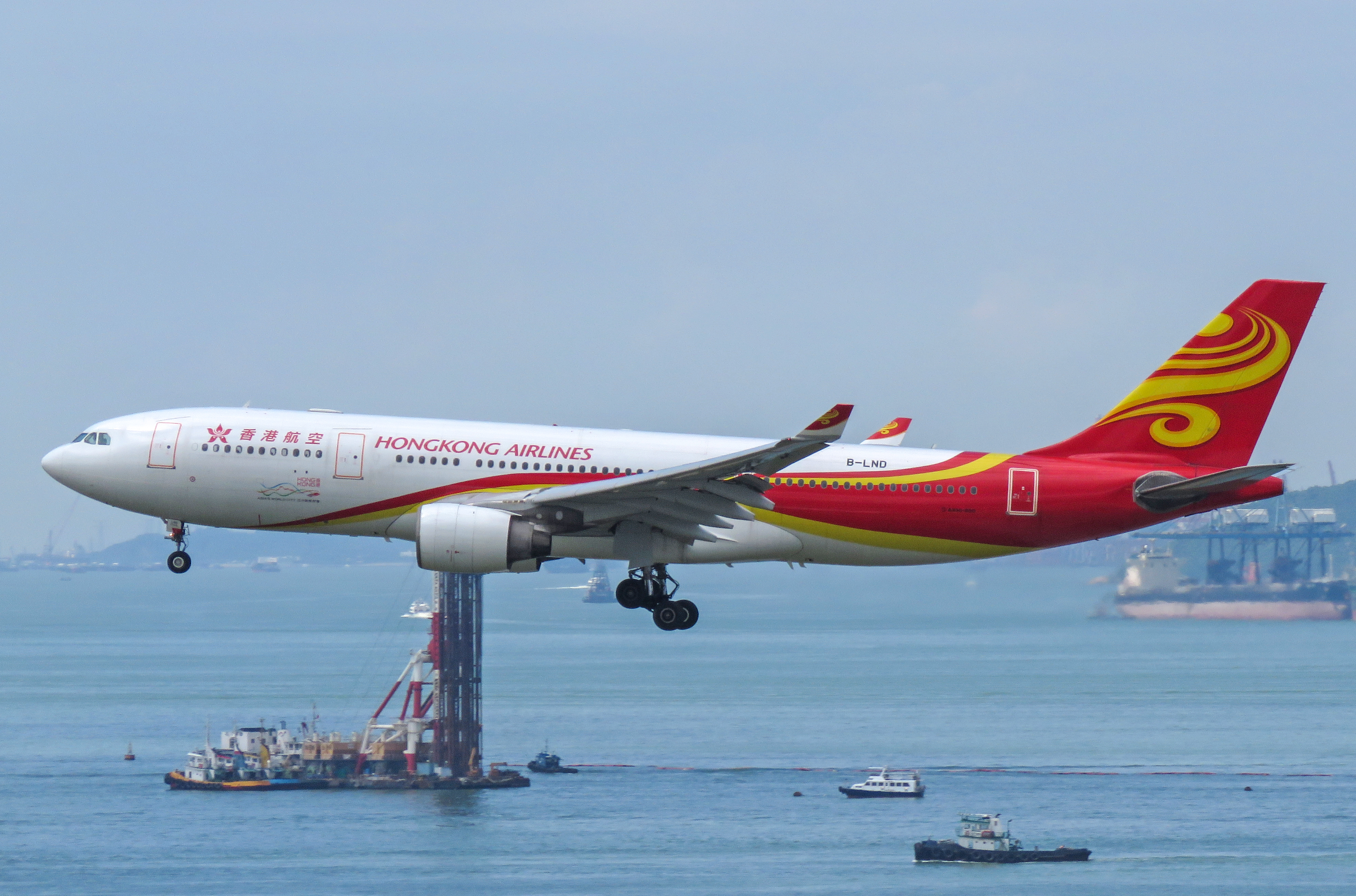
空中巴士A330-223
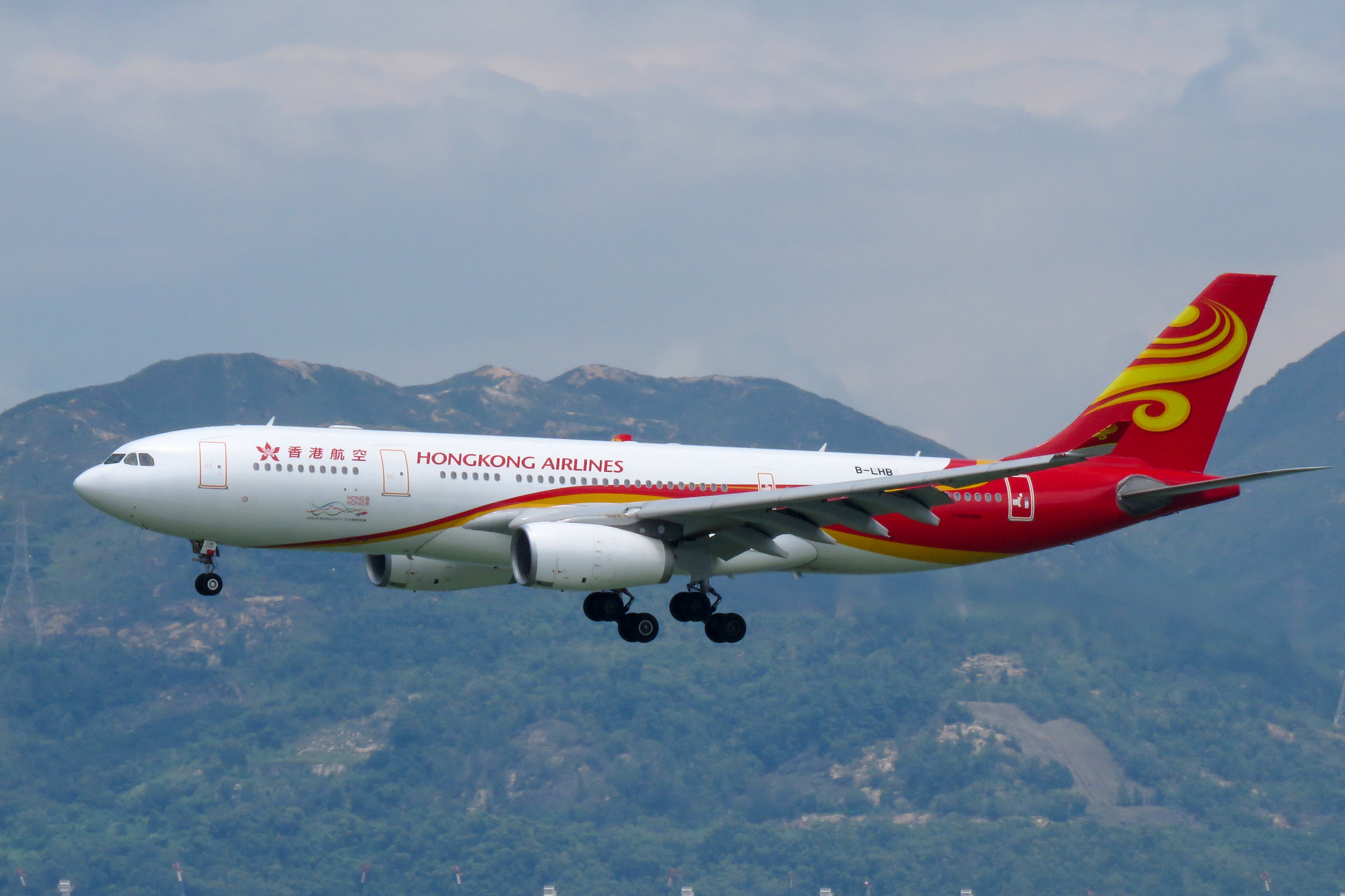
空中巴士A330-243
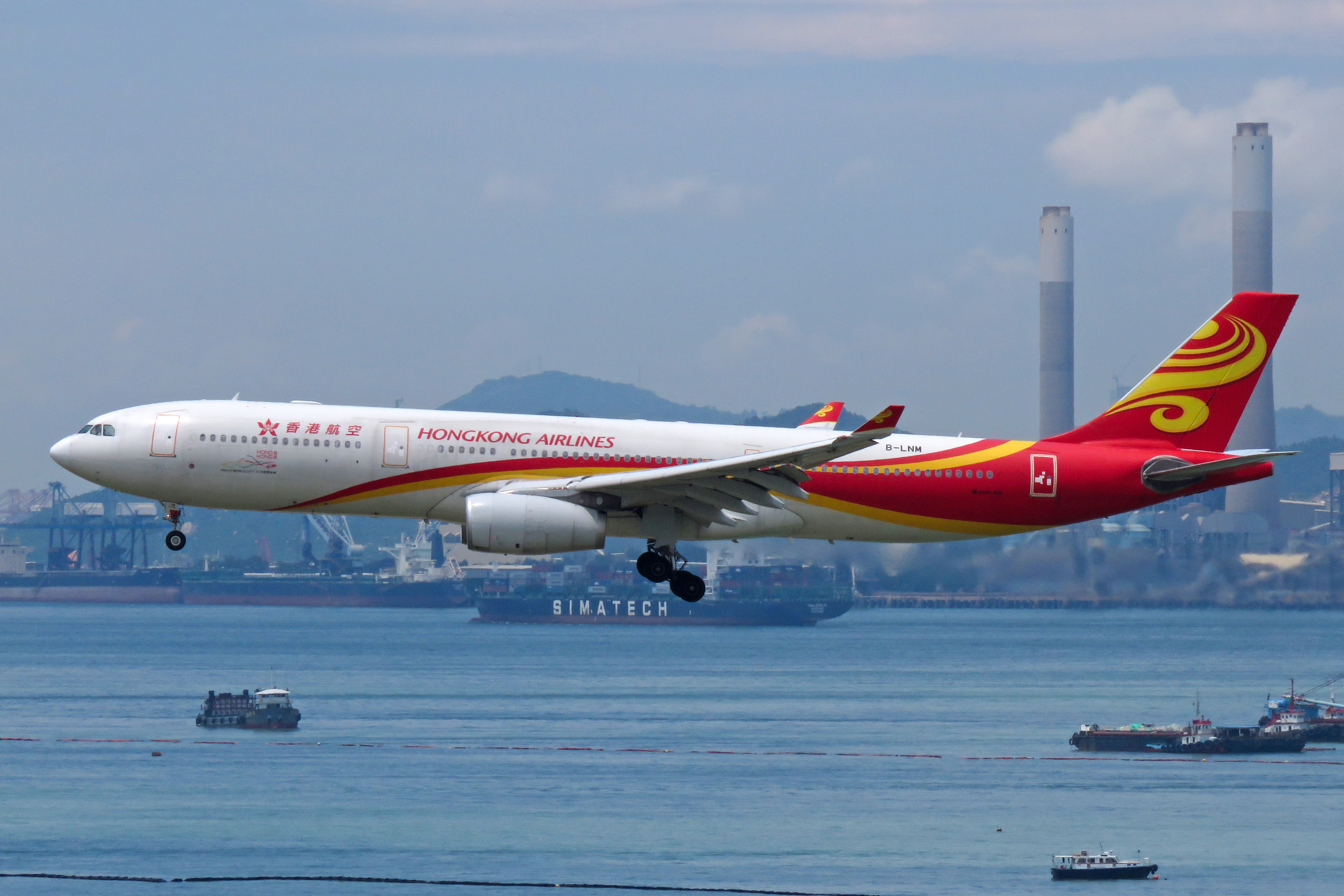
空中巴士A330-343X
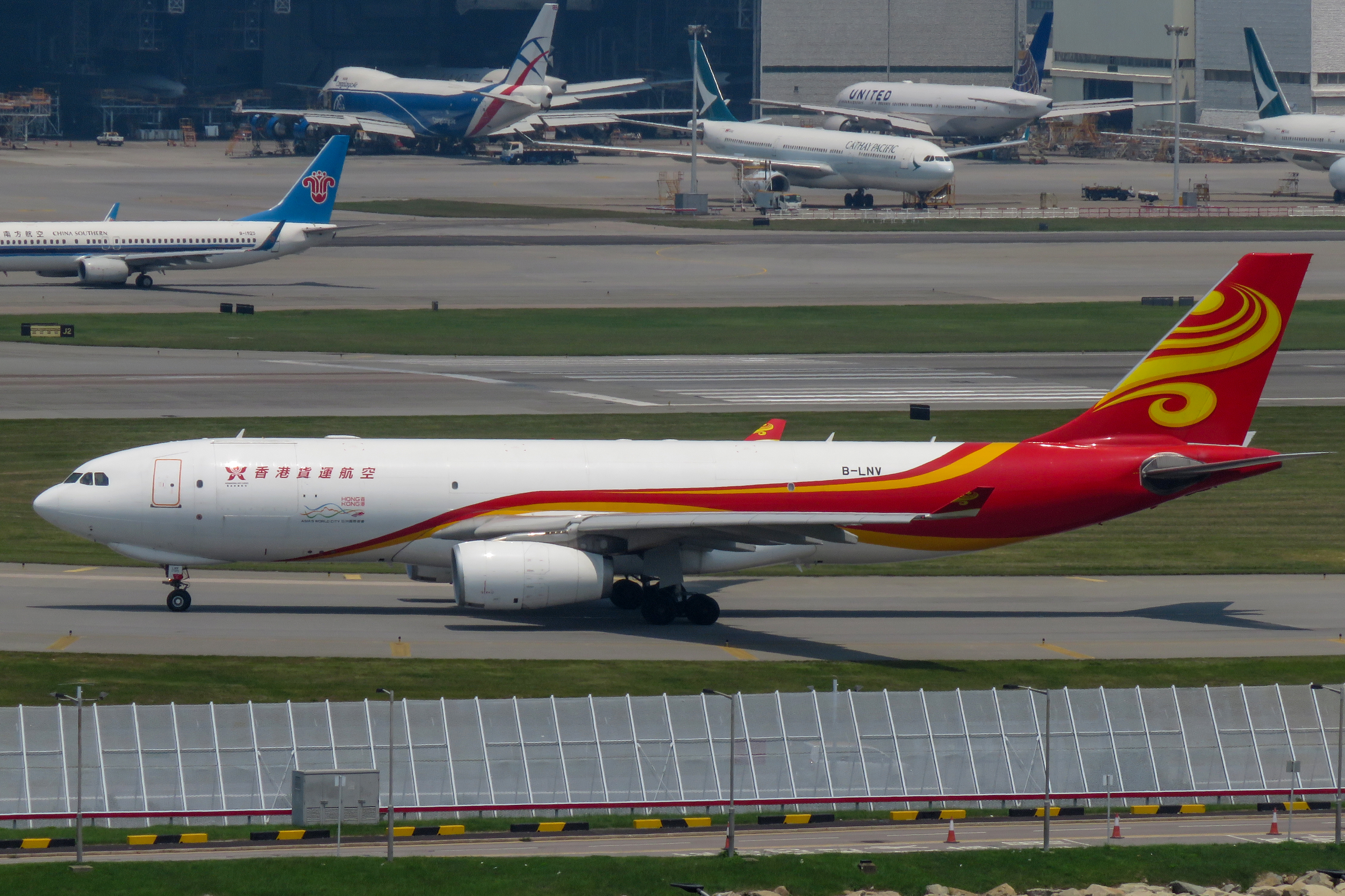
空中巴士A330-243F

截至2024年1月，香港航空機隊平均機齡為11.1年。

## 已退役機隊
| 機型                 | 數量 | 服役期    | 註冊號                                                     | 備註 |
| -------------------- | ---- | --------- | ---------------------------------------------------------- | ---- |
| 龐巴迪 CRJ-200ER     | 2    | 2006-2007 | KBA、KBJ                                                   |      |
| 龐巴迪 CRJ-701       | 1    | 2006-2008 | KBB                                                        |      |
| 波音 737-300SF       | 3    | 2010-2012 | LHM、LHN、LHO                                              | 貨機 |
| 波音 737-800         | 12   | 2006-2013 | KBE、KBF、KBH、KBI、KBK、KBL、KBM、KBP、KBQ、KBR、KBT、KBU |      |
| 空中巴士 A320-214    | 4    | 2012-     | LPB、LPF、LPG、LPH                                         |      |
| 空中巴士 A330-243    | 3    | 2012-     | LNJ、LHA、LHB                                              |      |
| 空中巴士 A330-343X   | 4    | 2012-     | LNS、LNT、LNU、LHD                                         |      |
| 空中巴士 A350-941XWB | 6    | 2017-2023 | LGA、LGB、LGC、LGD、LGE、LGH                               |      |

## 外部連結
- 香港航空機隊 （页面存档备份，存于）